# Daytime Emmy Award de la meilleure série télévisée dramatique
Pour les articles homonymes, voir Emmy de la meilleure série.
Le Daytime Emmy Award de la meilleure série télévisée dramatique (Daytime Emmy Award for Outstanding Drama Series) est une récompense de télévision décernée chaque année depuis 1974 par l'Academy of Television Arts & Sciences.

## Palmarès
Note : L'année indiquée est celle de la cérémonie. Les séries lauréates sont indiquées en tête de chaque catégorie et en caractères gras.

### Années 1970
- 1972 : The Doctors
  - La Force du destin (All My Children)
  - Another World
  - Hôpital central (General Hospital)
- 1973 : The Edge of Night
  - Des jours et des vies (Days of Our Lives)
  - On ne vit qu'une fois (One Life to Live)
  - The Doctors
- 1974 : The Doctors
  - Des jours et des vies (Days of Our Lives)
  - Hôpital central (General Hospital)
- 1975 : Les Feux de l'amour (The Young and the Restless)
  - Another World
  - Des jours et des vies (Days of Our Lives)
- 1976 : Another World
  - La Force du destin (All My Children)
  - Des jours et des vies (Days of Our Lives)
  - Les Feux de l'amour (The Young and the Restless)
- 1977 : Ryan's Hope
  - La Force du destin (All My Children)
  - Another World
  - Des jours et des vies (Days of Our Lives)
  - The Edge of Night
- 1978 : Des jours et des vies (Days of Our Lives)
  - La Force du destin (All My Children)
  - Ryan's Hope
  - Les Feux de l'amour (The Young and the Restless)
- 1979 : Ryan's Hope
  - La Force du destin (All My Children)
  - Des jours et des vies (Days of Our Lives)
  - Les Feux de l'amour (The Young and the Restless)

### Années 1980
- 1980 : Haine et Passion (Guiding Light)
  - La Force du destin (All My Children)
  - Another World
- 1981 : Hôpital central (General Hospital)
  - La Force du destin (All My Children)
  - Ryan's Hope
- 1982 : Haine et Passion (Guiding Light)
  - La Force du destin (All My Children)
  - Hôpital central (General Hospital)
  - Ryan's Hope
- 1983 : Les Feux de l'amour (The Young and the Restless)
  - Des jours et des vies (Days of Our Lives)
  - Hôpital central (General Hospital)
  - On ne vit qu'une fois (One Life to Live)
- 1984 : Hôpital central (General Hospital)
  - La Force du destin (All My Children)
  - Des jours et des vies (Days of Our Lives)
- 1985 : Les Feux de l'amour (The Young and the Restless)
  - La Force du destin (All My Children)
  - Des jours et des vies (Days of Our Lives)
  - Hôpital central (General Hospital)
  - Haine et Passion (Guiding Light)
- 1986 : Les Feux de l'amour (The Young and the Restless)
  - La Force du destin (All My Children)
  - As The World Turns
  - Hôpital central (General Hospital)
- 1987 : As The World Turns
  - La Force du destin (All My Children)
  - Santa Barbara
  - Les Feux de l'amour (The Young and the Restless)
- 1988 : Santa Barbara
  - La Force du destin (All My Children)
  - As The World Turns
  - Hôpital central (General Hospital)
  - Les Feux de l'amour (The Young and the Restless)
- 1989 : Santa Barbara
  - La Force du destin (All My Children)
  - As The World Turns
  - Hôpital central (General Hospital)
  - Haine et Passion (Guiding Light)
  - Les Feux de l'amour (The Young and the Restless)

### Années 1990
- 1990 : Santa Barbara
  - La Force du destin (All My Children)
  - Haine et Passion (Guiding Light)
  - Les Feux de l'amour (The Young and the Restless)
- 1991 : As The World Turns
  - La Force du destin (All My Children)
  - Haine et Passion (Guiding Light)
  - Les Feux de l'amour (The Young and the Restless)
- 1992 : La Force du destin (All My Children)
  - As The World Turns
  - Haine et Passion (Guiding Light)
  - Les Feux de l'amour (The Young and the Restless)
- 1993 : Les Feux de l'amour (The Young and the Restless)
  - La Force du destin (All My Children)
  - As The World Turns
  - Haine et Passion (Guiding Light)
- 1994 : La Force du destin (All My Children)
  - As The World Turns
  - Haine et Passion (Guiding Light)
  - Les Feux de l'amour (The Young and the Restless)
- 1995 : Hôpital central (General Hospital)
  - La Force du destin (All My Children)
  - Des jours et des vies (Days of Our Lives)
  - Les Feux de l'amour (The Young and the Restless)
- 1996 : Hôpital central (General Hospital)
  - La Force du destin (All My Children)
  - Des jours et des vies (Days of Our Lives)
  - Les Feux de l'amour (The Young and the Restless)
- 1997 : Hôpital central (General Hospital)
  - La Force du destin (All My Children)
  - Des jours et des vies (Days of Our Lives)
  - Les Feux de l'amour (The Young and the Restless)
- 1998 : La Force du destin (All My Children)
  - Des jours et des vies (Days of Our Lives)
  - Hôpital central (General Hospital)
  - Les Feux de l'amour (The Young and the Restless)
- 1999 : Hôpital central (General Hospital)
  - La Force du destin (All My Children)
  - Des jours et des vies (Days of Our Lives)
  - Les Feux de l'amour (The Young and the Restless)

### Années 2000
- 2000 : Hôpital central (General Hospital)
  - La Force du destin (All My Children)
  - On ne vit qu'une fois (One Life to Live)
  - Les Feux de l'amour (The Young and the Restless)
- 2001 : As The World Turns
  - La Force du destin (All My Children)
  - Hôpital central (General Hospital)
  - Les Feux de l'amour (The Young and the Restless)
- 2002 : On ne vit qu'une fois (One Life to Live)
  - La Force du destin (All My Children)
  - As The World Turns
  - Les Feux de l'amour (The Young and the Restless)
- 2003 : As The World Turns
  - Amour, Gloire et Beauté (The Bold and the Beautiful)
  - Port Charles
  - Les Feux de l'amour (The Young and the Restless)
- 2004 : Les Feux de l'amour (The Young and the Restless)
  - As The World Turns
  - Amour, Gloire et Beauté (The Bold and the Beautiful)
  - Hôpital central (General Hospital)
  - Haine et Passion (Guiding Light)
- 2005 : Hôpital central (General Hospital)
  - La Force du destin (All My Children)
  - As The World Turns
  - Les Feux de l'amour (The Young and the Restless)
- 2006 : Hôpital central (General Hospital)
  - As The World Turns
  - Haine et Passion (Guiding Light)
  - Les Feux de l'amour (The Young and the Restless)
- 2007 : (ex æquo)
  - Haine et Passion (Guiding Light)
  - Les Feux de l'amour (The Young and the Restless)
    - Amour, Gloire et Beauté (The Bold and the Beautiful)
    - On ne vit qu'une fois (One Life to Live)
- 2008 : Hôpital central (General Hospital)
  - Haine et Passion (Guiding Light)
  - On ne vit qu'une fois (One Life to Live)
  - Les Feux de l'amour (The Young and the Restless)
- 2009 : Amour, Gloire et Beauté (The Bold and the Beautiful)
  - La Force du destin (All My Children)
  - Des jours et des vies (Days of Our Lives)

### Années 2010
- 2010 : Amour, Gloire et Beauté'' (The Bold and the Beautiful)
  - La Force du destin (All My Children)
  - Hôpital central (General Hospital)
  - Les Feux de l'amour (The Young and the Restless)
- 2011 : Amour, Gloire et Beauté'' (The Bold and the Beautiful)
  - La Force du destin (All My Children)
  - Hôpital central (General Hospital)
  - Les Feux de l'amour (The Young and the Restless)
- 2012 : Hôpital central'' (General Hospital)
  - La Force du destin (All My Children)
  - Des jours et des vies (Days of Our Lives)
  - Les Feux de l'amour (The Young and the Restless)
- 2013 : Des jours et des vies (Days of Our Lives)
  - Amour, Gloire et Beauté (The Bold and the Beautiful)
  - Hôpital central (General Hospital)
  - On ne vit qu'une fois (One Life to Live)
  - Les Feux de l'amour (The Young and the Restless)
- 2014 : Les Feux de l'amour (The Young and the Restless)
  - Amour, Gloire et Beauté (The Bold and the Beautiful)
  - Des jours et des vies (Days of Our Lives)
  - On ne vit qu'une fois (One Life to Live)
- 2015 :  (ex æquo)
  - Des jours et des vies (Days of Our Lives)
  - Les Feux de l'amour (The Young and the Restless)
    - Amour, Gloire et Beauté (The Bold and the Beautiful)
    - Hôpital central (General Hospital)
- 2016 : Hôpital central (General Hospital)
  - Amour, Gloire et Beauté (The Bold and the Beautiful)
  - Des jours et des vies (Days of Our Lives)
  - Les Feux de l'amour (The Young and the Restless)
- 2017 : Hôpital central (General Hospital)
  - Amour, Gloire et Beauté (The Bold and the Beautiful)
  - Des jours et des vies (Days of Our Lives)
  - Les Feux de l'amour (The Young and the Restless)
- 2018 : Des jours et des vies (Days of Our Lives)
  - Amour, Gloire et Beauté (The Bold and the Beautiful)
  - Hôpital central (General Hospital)
  - Les Feux de l'amour (The Young and the Restless)

## Nominations multiples
- 38 : Les Feux de l'amour (The Young and the Restless)
- 32 : La Force du destin (All My Children)
- 29 : Hôpital central (General Hospital)
- 23 : Des jours et des vies (Days of Our Lives)
- 13 : As The World Turns, Haine et Passion (Guiding Light)
- 12 : Amour, Gloire et Beauté (The Bold and the Beautiful)
- 8 : On ne vit qu'une fois (One Life to Live)
- 5 : Another World, Ryan's Hope
- 4 : Santa Barbara
- 3 : The Doctors
- 2 : The Edge of Night

## Récompenses multiples
- 13 : Hôpital central (General Hospital)
- 9 : Les Feux de l'amour (The Young and the Restless)
- 4 : As The World Turns, Des jours et des vies (Days of Our Lives)
- 3 : La Force du destin (All My Children), Amour, Gloire et Beauté (The Bold and the Beautiful), Haine et Passion (Guiding Light), Santa Barbara
- 2 : Ryan's Hope, The Doctors